# Gjilan distrikt
Gjilani (serbiska: Гњилански округ, Gnjilanski okrug) är ett distrikt i Kosovo. Det ligger i den östra delen av landet, 30 km sydost om huvudstaden Priština. Antalet invånare är 180 783.